# Stade de Sibiti
Le stade de Sibiti est un stade omnisports de 7 000 places assises situé dans la ville de Sibiti au sud de la république du Congo.

## Histoire
Inauguré le 15 août 2014 par le président Denis Sassou-Nguesso, il abrite la finale de la coupe du Congo de football en 2014, à la suite de la célébration de l'anniversaire de l'indépendance du pays,.

## Galerie

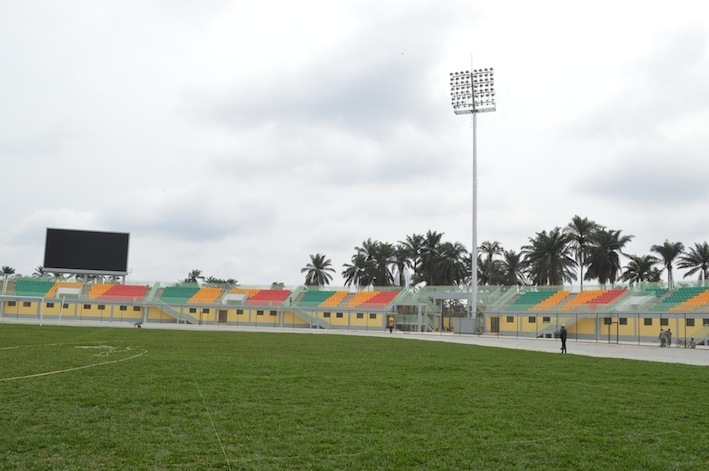